# Manuel de Valbuena
Manuel García de Valbuena y Blanco, quien a veces firmaba como Manuel Blanco de Valbuena o, más frecuentemente, como Manuel de Valbuena (Valladolid ¿? - Madrid, 1821), latinista, traductor y lexicógrafo español, autor de un famoso Diccionario universal latino-español (1793).

## Biografía
Se conoce poco sobre este autor, aunque fue célebre en su tiempo. Desempeñó el cargo de Archivero general del Consejo de Indias en Sevilla, en su llamado Archivo de Ultramar, cargo dotado con un sueldo de quince mil reales. Como esta retribución le pareció insuficiente, habida cuenta de que los anteriores archiveros cobraban tres mil reales más, y además con menores méritos que los suyos, buscó empleo en la Corte de Madrid. Lo consiguió y fue catedrático de Retórica en los Reales Estudios de San Isidro (Madrid); allí amistó en especial con el catedrático de poética y retórica, Santos Díez González. Compaginó este empleo con el de Regente de estudios y Director segundo del Seminario de nobles y además fue miembro de diversas academias reales (la Real Academia Latina Matritense desde el 17 de marzo de 1816 y la Real Academia Española). Ejerció ocasionalmente tareas de censor de libros y falleció en 1821.

## Obras
Editó y tradujo los Comentarios de Julio César y el De officiis y otras obras de Cicerón en versiones bilingües, así como la Lógica en latín de Cesare Baldinotti. Pero es fundamentalmente conocido por confeccionar un valioso y muy reimpreso Diccionario universal latino-español (1793), mejorado en las posteriores ediciones que controló.
El fundamento de la obra fue una adaptación del Totius latinitatis lexicon de Egidio Forcellini 1688-1768, al que aportó la metodología del Dictionnaire latin francais de Jean Boudot. Así lo explica en el prólogo que antepuso a su obra más famosa: 
He tomado por modelo el de Forcelini, que es el mejor que conozco y que añadió al de su maestro Jacopo Facciolati dos tomos en folio y cuarenta años de estudio y meditación. De suerte que, a excepción de algunos ejemplos muy raros, de algunas acepciones y frases o no bien comprobadas, o de uso muy antiguo, y de algunos puntos de erudición que me han parecido menos necesarios, viene a ser mi Diccionario el de Forcelini sin las citas que le hacen tan voluminoso, reducidos los lugares de los autores a las meras frases y abreviadas lo más que ha sido posible sus definiciones e interpretaciones; pero de voces no falta ninguna, como no haya sido por descuido [...] No por eso dejan de tener todas las voces y frases su autoridad y las diferentes acepciones en que han sido usadas por los autores latinos con sus equivalentes castellanos [...] En todas las voces se explican con abreviaturas sus accidentes y propiedades; se nota la cantidad de sus sílabas, a lo menos las dudosas; se pone en castellano su significado propio; se añaden equivalentes para mayor inteligencia y aun otras voces que parecen sinónimas; se siguen las diferentes acepciones, y a estas las frases cuando la voz tiene varias construcciones, a las cuales se han añadido en esta edición muchos refranes latinos con sus equivalentes castellanos, y muchas frases proverbiales. A veces se observará que no hay frases correspondientes a todas las diversas acepciones [...] por ser claro el uso de ella en aquellas acepciones de que falte ejemplo o porque se ha tenido particular cuidado de la brevedad; y así solo se han puesto los ejemplos en que hay alguna particularidad de régimen o construcción gramatical. No solo comprende este Diccionario todos los artículos del de Forcelini, sino otros muchos que no se hallan en él como son los de Geografía, usados de autores clásicos» de que en él no se forma artículo separado, sino que los comprende en el nombre adjetivo derivado del propio o absolutamente no los trae, por carecer de autoridad de autor clásico; los de artes y facultades, usados por autores modernos; los que forman su índice separado del Diccionario, por ser términos bárbaros y de baja latinidad, los cuales se notan en el nuestro con señales que los den a conocer. Además se han añadido [...] muchos artículos de irregularidades de nombres y verbos, remitiéndolos a sus raíces [...] porque, ignorando la raíz, en vano buscan las voces [...]. Y últimamente se pone al fin un índice, bastante completo, de las palabras que se oponen a otras y de las que parecen sinónimas, explicando sus diferencias o contraposición. [...] Siguiendo en esto el método de Boudot, se pone en abreviatura el nombre de los autores en cada voz y frase [...] Cuando se halle Bibl. la voz es de la Vulgata, cuando Ecles. es de autor eclesiástico y cuando Inscr. es de inscripción antigua. En orden a las definiciones se ha tomado un medio término entre el método de Forcelini, que copia las de los autores, y el de Boudot, que no siempre define, sino que se vale de equivalentes
La quinta edición ya fue póstuma (Madrid: Imprenta Nacional, 1822), de forma que fue corregida por su discípulo Manuel Martín de Heredia para beneficio de su viuda, Ramona Font, que aún vivía en 1832. Vicente Salvá revisó la séptima edición, e imprimió una muy mejorada, el llamado Nuevo Valbuena (París, 1832), aportando nuevas voces y señalando las acepciones que faltaban con un asterisco y mejorando también la prosodia, las siglas, los íneices y otros aspectos; esta versión se siguió reimprimiendo y mejorando sin descanso, y a partir de fines de los años cuarenta se añadió a corregirlo otro filólogo, Pedro Martínez López, con el título de Valbuena reformado, diccionario latino-español aumentado con más de 20.000 voces... lleva además un volcabulario español-latino (París, Rosa y Bouret), criticando ferozmente en su prólogo el trabajo de Salvá, por lo cual tuvo que salir a la palestra y vindicarlo su hijo, Pedro Salvá; así se van sucediendo las revisiones hasta la última, realizada por Miguel de Toro y Gómez (1895).
Los críticos han señalado en el Diccionario de Valbuena algunos errores y galicismos, pese a lo cual es obra muy útil incluso en la actualidad. Durante el Trienio Constitucional (1820-1823), se mostró liberal moderado y señaló en unas inéditas Memorias sobre la educación, e instrucción pública (Sevilla, manuscrito propiedad de Antonio Viñao) la necesidad de que se aprendieran dos catecismos, el religioso y el civil o político, y en este último insistiendo más en los deberes que en los derechos.

### Traducciones
- Julio César, Los comentarios de Cayo Julio César, traducidos..., Madrid, Imprenta Real, 1789, 2 vols.; 1798 (2.ª ed.) 2. vols., ediciones bilingües.
- Cicerón, Los oficios de Cicerón con los diálogos De la vejez, De la amistad, las Paradoxas y el Sueño de Escipión... Madrid: Joaquín Ibarra, 1777, 2 vols.; reimpreso en Madrid, 1788, Madrid, 1818, Madrid, 1928, Madrid, 1943 y todavía Madrid: Aguilar, 1945.
- Con Santos Díez González de Cesare Baldinotti, Arte de dirigir el entendimiento en la investigación de la verdad o Lógica, escrita en latín por Cesar Baldinoti... Madrid, Benito Cano, 1798.
- Con Santos Díez González, de Giovanni Antonio Bianchi, Conversaciones de Lauriso Tragiense, pastor arcade, sobre los vicios y defectos del teatro moderno, y el modo de corregirlos y enmendarlos: Traducidas de la lengua italiana por Santos Díez González y Manuel de Valbuena, Madrid, Impr. Real, 1798.

### Diccionarios
- Diccionario universal latino-español, español-latino, Madrid: Imprenta de Benito Cano, 1793; 1808 (Madrid: Imprenta Real, 2.ª ed.); Madrid, Imprenta Real, 1817, (3.ª ed.); Madrid, 1819 (4.ª); Madrid: Imprenta Nacional, 1822 (5.ª y póstuma, corregida por su discípulo Manuel Martín de Heredia); 1826; 1829. Con correcciones de Vicente Salvá, Nuevo Valbuena; ó, Diccionario latino-español formado sobre el de don Manuel Valbuena, con muchos aumentos, correcciones y mejoras, París: Vicente Salvá, 1840, etc...

- Datos: Q16599012
- Multimedia: Manuel de Valbuena / Q16599012
- Textos: Autor:Manuel de Valbuena